# Kostel svatého Vavřince (Plenkovice)
Kostel svatého Vavřince se nachází v centru obce Plenkovice. Kostel je filiálním kostelem římskokatolické farnosti Olbramkostel. Jde o barokní stavbu s gotickým jádrem. Kostel je chráněn jako kulturní památka České republiky.

## Historie
Kostel byl postaven v době před rokem 1350, kdy již v obci byla postavena budova fary, ta posléze byla v 15. století zbořena. Kostel byl v 17. století přestavěn do barokní podoby.